# Vignolo
Vignolo är en ort och kommun i provinsen Cuneo i regionen Piemonte i Italien. Kommunen hade 2 575 invånare (2018).